# Direction départementale de l'Équipement et de l'Agriculture
En France, la direction départementale de l'Équipement et de l'Agriculture était un service déconcentré de l'État regroupant l'ancienne direction départementale de l'Équipement et l'ancienne direction départementale de l'Agriculture et de la Forêt.
Dans les départements où il avait été mis en place à titre expérimental, il n'a duré que trois ans, et dans un nombre important de départements, il n'a jamais été mis en place. 

## Histoire
La mise en place des directions départementales de l'Équipement et de l'Agriculture a été organisée par le décret no 2006-1740 du 23 décembre 2006. 
Cette réforme a d'abord été appliquée à huit départements (Ariège, Aube, Cher, Loir-et-Cher, Lot, Yvelines, Territoire de Belfort et Val-d'Oise). 
Le décret no 2008-1234 du 27 novembre 2008 étend ce système à 47 nouveaux départements à compter du 1er janvier 2009. 
Le processus devait s'achever, pour les départements restants, au 1er janvier 2010. 
Mais entre-temps, une autre réforme a été mise en place, et les 50 DDEA qui avaient été créées ont fusionné, entre autres avec le Service environnement des préfectures, dans la Direction départementale des Territoires (DDT).

## Organisation
Les directions départementales de l'Équipement et de l'Agriculture relevaient à la fois du ministère de l'Agriculture et du ministère de l'Écologie, de l'Énergie, du Développement durable et de la Mer.
Elles étaient dirigées par un directeur nommé soit comme directeur de l'équipement, soit comme directeur de l'agriculture et de la forêt. 

## Attributions
Ces directions cumulaient les attributions des DDE et celles des DDAF : 
- au titre de l'équipement 
  - aménagement du territoire ;
  - habitat (politique du logement, ...) ;
  - urbanisme (contrôles, contentieux, décisions de construire, ...) ;
  - environnement ;
  - constructions publiques (ministères, collectivités territoriales, ...) ;
  - transports ;
  - bases aériennes ;
- au titre de l'agriculture et de la forêt ;
  - l'économie agricole et agroalimentaire départementale avec notamment le soutien aux exploitations agricoles et aux industries agroalimentaires ;
  - l'aménagement rural et le développement local avec notamment l'appui aux collectivités ;
  - la forêt et le bois ;
  - l'eau et l'environnement avec notamment la gestion et la police des eaux, la protection de la nature, l'organisation et l'exercice de la chasse et de la pêche ;
  - la politique sociale agricole ;
  - les statistiques agricoles.